# Run Hide Fight
Pour plus de détails, voir Fiche technique et Distribution.
Run Hide Fight est un film américain écrit et réalisé  par Kyle Rankin, sorti en 2020. Son titre dérive d'une méthode d'action lors d'une attaque d'un tireur actif/ terrorisme enseigné en formation d'agent de sécurité privé.
Il est sélectionné et présenté « hors compétition », le 10 septembre 2020, à la Mostra de Venise.

## Synopsis
Quatre terroristes prennent d'assaut la cafétéria du lycée de Vernon et prennent en otage tous les élèves présents. Aucune résistance n'est toléré et toute personne qui résiste aux instructions est abattue à vue. La prise d'otages est filmée et diffusé sur internet, car les quatre auteurs, qui veulent se venger de leurs professeurs et de leurs camarades de classe pour des années d'humiliation subits. Cependant, ils ont fait leurs calculs sans Zoé, 17 ans, prête à en découdre.

## Fiche technique
Sauf indication contraire, les informations mentionnées dans cette section peuvent être confirmées par la base de données cinématographiques IMDb,  présente dans la section « Liens externes ».
- Titre original : Run Hide Fight
- Réalisation et scénario :  Kyle Rankin
- Musique : Mondo Boys
- Direction artistique : Elliott Gilbert
- Costumes : Charlotte Golden
- Photographie : Darin Moran
- Montage : Matthew Lorentz
- Production : Amanda Presmyk et Dallas Sonnier

Production déléguée : Bobby Campbell, David Gilbery et Ben Shapiro
- Sociétés de production : Cinestate
- Sociétés de distribution : The Daily Wire (États-Unis) ; AB Vidéo (France)
- Pays de production : États-Unis
- Langue originale : anglais
- Format : couleur
- Genres :  action ; thriller
- Durée : 109 minutes
- Dates de sortie :
  - Italie : 10 septembre 2020 (avant-première à la Mostra de Venise)
  - États-Unis : 14 janvier 2021 (vidéo à la demande)
  - France : 4 août 2021 (vidéo)

## Distribution
- Thomas Jane : Todd Hull
- Radha Mitchell : Jennifer Hull
- Isabel May (VFB : Audrey D'Hulstère) : Zoe Hull
- Eli Brown : Tristan Voy
- Olly Sholotan : Lewis Washington
- Treat Williams : le Shérif Tarsy
- Barbara Crampton : Mme Crawford
- Cyrus Arnold : Kip Quade
- Britton Sear : Chris Jelick
- Catherine Davis : Anna Jelick
- Cindy Vela : Ms. Nunez
- Tom Williamson : M. Coombs
- Joel Michaely : M. Yates